# Castillo de Pau
El castillo de Pau es un castillo medieval situado en la ciudad francesa de Pau, en la región denominada Bearne (departamento de Pirineos Atlánticos). El edificio es célebre por haber visto nacer a Enrique IV de Francia y III de Navarra.

## Los orígenes

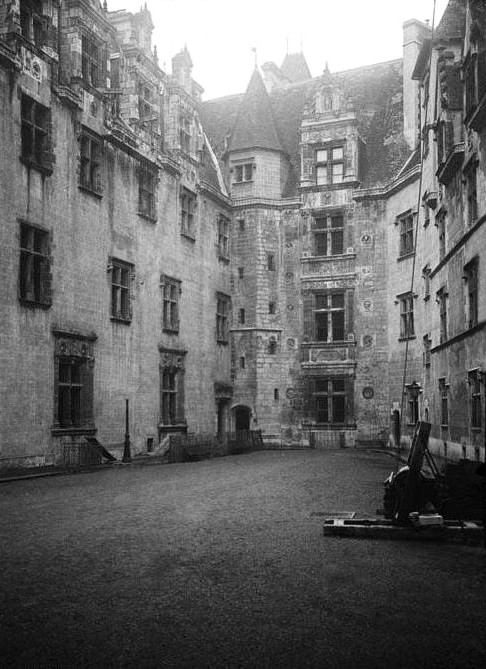
Patio interior del castillo de Pau según una fotografía de 1901.

El castillo de Pau fue fundado en la Edad Media. Obra ante todo militar, es un castillo muy típico, construido en lo alto de la pequeña colina que domina el Torrente pirenaico.
Desde su construcción, el castillo cobra una importancia simbólica. Proveído de una empalizada de estacas (pau, en bearnés) designa, por metonimia, la misma ciudad. Estas estacas, simbolizando la fidelidad y la rectitud, se presentan cada uno como el axis mundi, en una versión bearnesa. En el siglo XII Gastón IV de Bearne construye tres torres a esta fortaleza. Son nombradas Mazères, Billère y Montauser, por referencia a los pueblos hacia los cuales son respectivamente orientadas.

## Gastón Fébus
El siglo XIV ve aparecer un personaje emblemático de Bearne y que deja su rastro en el castillo de Pau: Gastón III de Foix-Bearne, conocido bajo el nombre de Gastón Phébus. Este señor de guerra, en situación delicada, ya que por sus posesiones, bajo el gobierno de los reinos enemigos de Francia y de Inglaterra, hizo de Bearne don de Dios, una región unida e independiente. Para eso, actúa desde su centro: el castillo. Fébus construye allí la torre de homenaje de ladrillos, que tiene una altura de treinta y tres metros, y graba allí la inscripción: Febus me fe (Phébus me hizo, en bearnés). El uso del ladrillo en la construcción del torreón Febus y en la torre de la Moneda es una clara influencia de la arquitectura civil de mediados del siglo XIV.

## Los reyes de Navarra
En el Renacimiento, la instalación de la corte de Navarra modificó sensiblemente el aspecto del castillo. De la fortaleza que era al principio, se hizo una residencia de consentimiento. Enrique II fue el primer rey de Navarra que tomó sitio allí, acompañado por su esposa Margarita de Angulema, hermana de Francisco I, y más conocida bajo el nombre de Margarita de Navarra, autora del Heptamerón. Marcaron el lugar de sus iniciales, presentes sobre las paredes y los techos, y que se veló a conservar en el curso de las restauraciones.

## Enrique IV

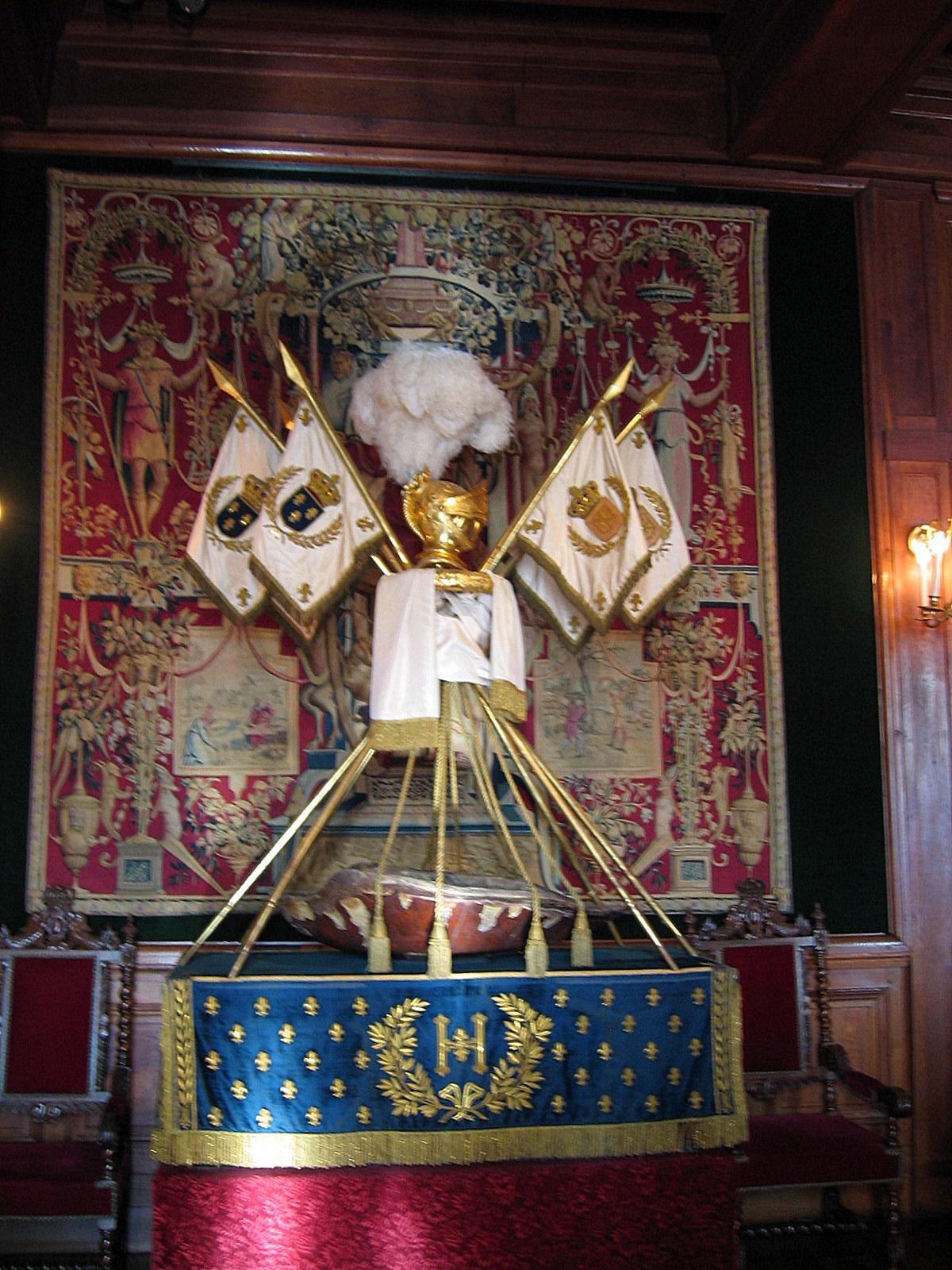
El caparazón-cuna de Enrique IV.

Fue su nieto quien dio al castillo el renombre que tiene hoy: no por alguna empresa de arquitectura, ni por su propia voluntad. Enrique IV de Francia se tomó la molestia de nacer allí, y la historia hizo el resto. La fama de este rey, mecido de niño en un caparazón de tortuga preciosamente conservado por los bearneses a través de las vicisitudes de las revoluciones, dio al castillo, que no lo vio, ni crecer ni morir, un gusto particular, y el buen derecho a reclamarles los honores debidos a los que dan a luz a los hombres notables. Pero el verdadero reconocimiento del Rey es póstumo, y olvidamos rápidamente el castillo que lo vio nacer, salvo para someter Navarra al reino de Francia (Luis XIII firmó este tratado).

## La Restauración
Luis Felipe I, que quiso aliar los ideales de la Revolución y los de la monarquía, tuvo la idea de restaurar el castillo del que reconcilió a católicos y protestantes para hacerlo una residencia real. Luego sirvió sobre todo de prisión dorada al Emir Abd El-Kader, vencido por Francia en Argelia.
Así como hacía falta que este castillo conservara su carácter de tiempos de Enrique IV, se colocaron allí objetos pertenecientes a otros lugares y tiempos, como por ejemplo del Renacimiento o de la Edad Media, para recordar la época fastuosa del "Buen Rey".
Luis Felipe, exiliado a Inglaterra, jamás pudo permanecer en este lugar, en el que recibió la visita de Napoleón III. A él debemos el pórtico estilo Renacimiento por el cual se entra y el cual lleva las iniciales de la pareja real de Navarra, el inicio del castillo moderno.

## Época moderna
Luego el castillo se hizo residencia presidencial bajo la República. Es actualmente un Museo nacional, que protege las obras vendidas y difundidas desde la época de Enrique IV y sobre todo en el momento de la restauración operada por Luis Felipe.